# 개가 되었더니 좋아하는 사람이 날 주웠다.
개가 되었더니 좋아하는 사람이 날 주웠다.(犬になったら好きな人に拾われた。, My Life as Inukai-san's Dog)는 이츠츠세가 집필하고 그린 일본의 웹 만화 시리즈이다. 2020년 8월부터 2022년 3월까지 고단샤 매거진 포켓 홈페이지에서 연재되었다. 같은 해 9월 소년 매거진 R에서도 시작되었다. 2022년 3월 매거진 포켓에서 수요일의 시리우스 및 YanMaga 웹 사이트로 이전했다. 또한 쇼넨 매거진 R에서 2023년 1월 월간 마가 키치로 이전되어 같은 해 7월에 종료되었다.
쿼드(Quad)가 각색한 애니메이션 TV 시리즈는 2023년 1월부터 3월까지 방영되었다.